# 费古森·切鲁伊约特·罗提奇

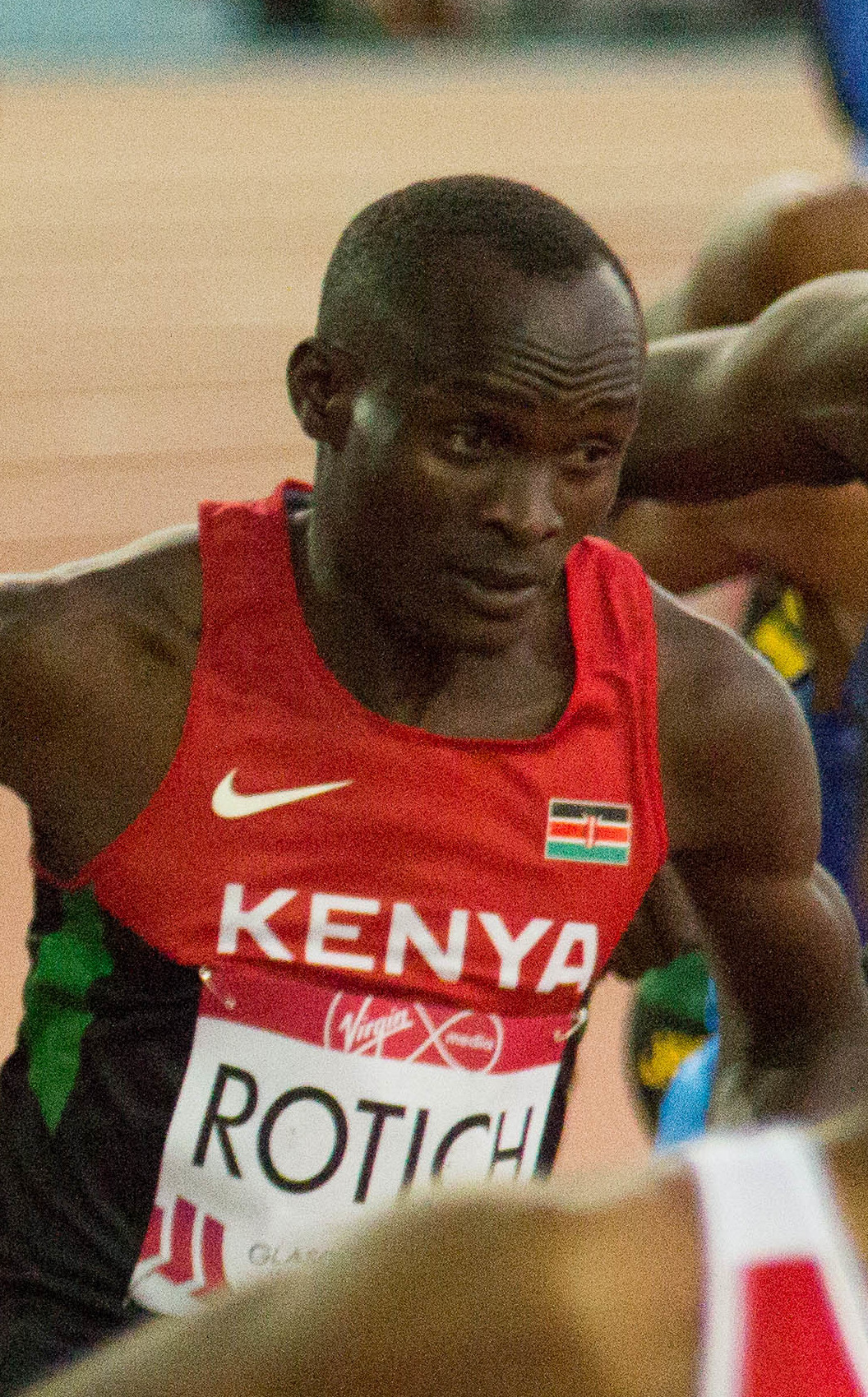

费古森·切鲁伊约特·罗提奇（Ferguson Cheruiyot Rotich，1989年11月30日—）是一名参加800米赛跑比赛的肯尼亚中跑运动员。他拥有1:42.22分的个人最好成绩。他曾代表肯尼亚参加2013年世界田径锦标赛，同时曾是2014年世界接力赛4×800米接力的金牌得主。